# Rize (film)
Rize er en amerikansk dokumentarfilm fra 2005 af David LaChapelle. Filmen følger to street-dansekulturer i Los Angeles. Dansekulturene hedder Clowning og Krumping.